# 段義
段 義（だん ぎ、生没年不詳）は、モンゴル帝国（大元ウルス）支配下の雲南における第8代大理総管。信苴義と表記されることもある。

## 概要
段義の出自について、諸史料は段俊もしくは段隆の「族弟」と述べ、段実から始まる大理総管家の直系の子孫ではななかったことが示唆されている。段義は父の地位を継いで蒙化州知州の職に就いた後、1330年（至順元年）に阿容禾（アグーア）の乱平定に尽力した功績により雲南行省参政の地位を授けられたとされる。阿容禾の乱は1328年（天暦元年）に起こった天暦の内乱に連動するもので、史料上明記されないが、段義はこの内乱で功績を挙げることで1代にして成りあがったものとみられる。
後世の編集物では天暦の内乱以前に雲南行省平章の地位にあった段俊から平和裏に地位を継承したかのように記されるが、実際には親元的な段義とその子孫、反元的な段俊とその子孫が、対立しつつ併存する状態にあったと想定されている。天暦の内乱後の動向として、「故神功梵徳大阿左梨趙道宗墓碑」により1336年（後至元2年）に車里（シップソーンパンナー王国）の討伐、1346年（至正6年）に「木邦の思翰法（麓川の死可伐）」を総管として討伐したようである。後世に編纂された史料では1332年（至順3年）没とされるも、同時代に建てられた墓碑の記載により1349年（至正9年）までは存命であったことが分かる。
第9代大理総管の段功は段義の息子ではないかと推定されている。